# Pecanha (tiểu vùng)
Pecanha là một tiểu vùng thuộc bang Minas Gerais, Brasil. Tiều vùng này có diện tích 4603 km², dân số năm 2007 là 84369 người.